# Carlos María Bollini Shaw
Carlos María Bollini Shaw (* 16. August 1903 in Buenos Aires; † nach 1964) war ein argentinischer Diplomat.

## Leben
Carlos María Bollini Shaw war der Sohn von Adelaida Shaw und Adelaida Shaw. Er studierte Rechtswissenschaften, wurde zum Doktor der Rechte promoviert und spezialisierte sich auf internationales Recht. Er heiratete Julieta Martínez de Hoz. Ihre Kinder sind Carlos und Carola. Von 1956 bis 1959 war er Botschafter in Beirut. Von 1959 bis 1960 war er Botschafter in Amman. Von 1960 bis 1962 war er Botschafter in Athen. 1962 war er Botschafter in Rom.
1964 war er Botschafter in Kairo.